# Карл Бюнте
Карл Бюнте (нім. Carl Bünte; 11 серпня 1889 — ?) — німецький офіцер-підводник, капітан-лейтенант кайзерліхмаріне.

## Біографія
1 квітня 1908 року вступив на флот. Учасник Першої світової війни. З 1 січня по 16 травня 1918 року — командир підводного човна SM UC-22, з 16 червня по 15 вересня 1918 року — SM U-73, з 12 вересня по 28 жовтня 1918 року — SM U-47. 
Всього за час бойових дій потопив 4 кораблі загальною водотоннажністю 7472 тонни.
| Дата           | Назва корабля    | Тип                           | Тоннаж | Вантаж                     | Загинули | Країна              |
| -------------- | ---------------- | ----------------------------- | ------ | -------------------------- | -------- | ------------------- |
| 20 січня 1918  | Louvain          | Озброєний доглядовий пароплав | 1,830  | Війська                    | 224      | Британська імперія  |
| 25 січня 1918  | Aghios Dimitrios | Вітрильник                    | 50     |                            |          | Грецьке королівство |
| 16 квітня 1918 | Romania          | Пароплав                      | 2,562  |                            | 0        | Королівство Італія  |
| 19 жовтня 1918 | Almerian         | Пароплав                      | 3,030  | Сірка і генеральні вантажі | 0        | Британська імперія  |

24 листопада 1919 року звільнений у відставку.

## Звання
- Морський кадет (1 квітня 1908)
- Фенріх-цур-зее (10 квітня 1909)
- Лейтенант-цур-зее (27 вересня 1911)
- Оберлейтенант-цур-зее (19 вересня 1914)
- Капітан-лейтенант (18 вересня 1918)

## Нагороди
- Залізний хрест 2-го класу